# 導引 (氣功)

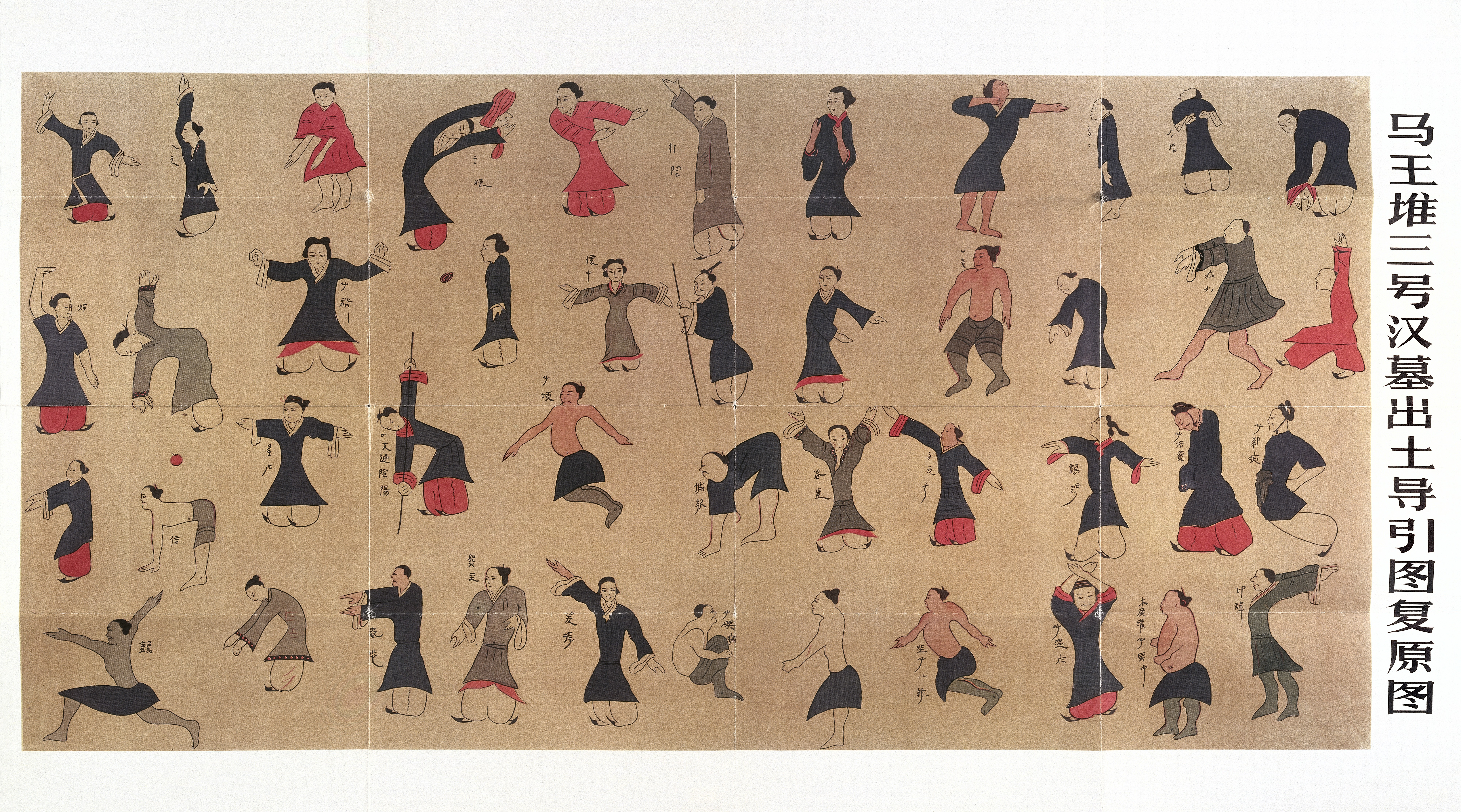
马王堆出土导引图复原

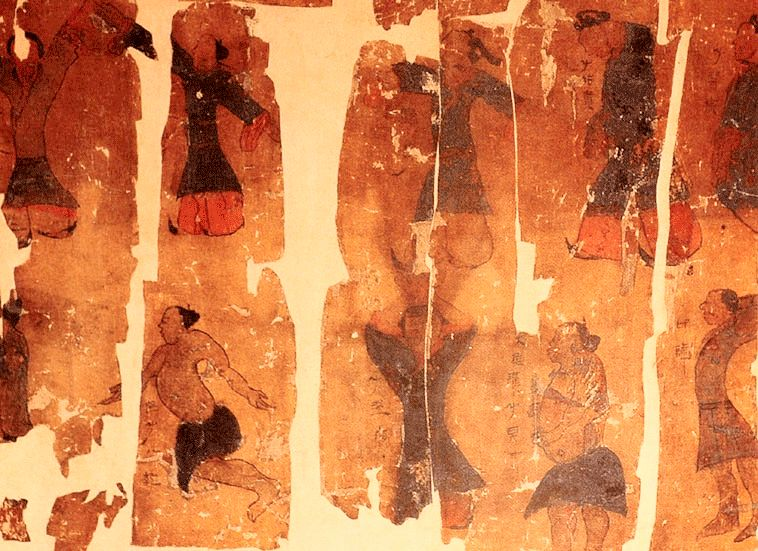
马王堆帛书导引图原貌

導引是一項以肢體運動為主，配合呼吸吐納的養生方式，源於上古的舞蹈動作。春秋戰國時期，導引術獲得長足的發展，出現了「熊經」、「鳥伸」等術勢。馬王堆三號漢墓出土《導引圖》的40多種姿勢，便是先秦導引術的總結。早期的導引還包括了氣功和按摩，隋唐以後，氣功、按摩逐漸從導引中分離出來。
導引作為一種獨具特色的養生方法，歷代皆有發展，代表流派如周代王子喬始創的《赤松子導引法》、唐代高僧鑒真所創的《鑒真吐納術》、宋代高僧廣渡始創的《廣渡導引術》和清代曹廷棟創設的《老人導引法》等。
导引最初见于《庄子》。《庄子·刻意》里面说：“吹眗呼吸，吐故纳新，熊经鸟伸，为寿而已矣。此道引之士，养形之人，彭祖寿考者之所好也。”陈元英注释认为：“道引”一句，是指“导引神气，以养形魂，延年之道，驻形之术”。《素问·异法方宜论》：“中央者，其地平以濕，天地所以生萬物也眾。其民食雜而不勞，故其病多痿厥寒熱，其治宜導引按蹻，故導引按蹻者，亦從中央出也。”王冰的注解说：“导引，谓摇筋骨，动支节，按是按皮肉，蹻是捷举手足。”
导引也包括点穴术、叩齿法、鼓漱咽津法、鸣天鼓、干梳头、干洗脸、揉耳运目、擦脚心、兜外肾、自发动、周身拍打等等。常与服气、存思配合，组成系列功法。

## 引用资料
- 《庄子·刻意》
- 《素问·异法方宜论》